# 263 î.Hr.

## Nașteri
- dată necunoscută: Gaius Atilius Regulus  (d. 225 î.Hr.)

## Decese
- dată necunoscută: Zenon din Kition  (n. 334 î.Hr.)